# Xã Putnam, Quận Stafford, Kansas
Xã Putnam (tiếng Anh: Putnam Township) là một xã thuộc quận Stafford, tiểu bang Kansas, Hoa Kỳ. Năm 2010, dân số của xã này là 24 người.